# آلة اتزان

آلة اتزان ديناميكية.

آلة الاتزان هي أداة قياس، تستخدم لضبط اتزان الأجزاء الدوارة لآلة ما، مثل ضبط اتزان أعمدة الدوران في المحركات الكهربية، المراوح، التوربينات، أقراص المكابح، المراوح الدافعة والمضخات. تتكون الآلة عادة من قاعدتي تثبيت مع نظام تعليق ومحمل (رولمان بلي) في الأعلى لدعم منصة الشغيل.تٌثبت الوحدة المراد اختبار اتزانها بواسطة برغي في منصة التشغيل، ويتم تدويرها باستخدام حزام أو هواء أو ربطها بنهاية آلة دوارة. عندما يدور ذلك الجزء، يهتز نظام التعليق، و يتم تحديد ذلك الاهتزاز بواسطة مجسات، وعن طريق المعلومات الصادرة منها، يمكن تحديد مقدار عدم الاتزان في ذلك الجزء. تماشيا مع المعلومات الصادرة من المجسات، يمكن للآلة أن تحدد مقدار وموضع الوزن اللازم إضافته أو إزالته، لاتزان الجزء تحت الاختبار.

## المحامل قاسية مقابل المحامل لينة
يوجد نوعان أساسيين من آلات الاتزان:
- ذات المحامل (رولمان بلي) القاسية.
- ذات المحامل اللينة.

ويكمن الفرق بينهما في نظام التعليق (مجموعة زنبركات في الغالب) وليس في المحامل نفسها.
في الآلات ذات المحامل القاسية، يتم الاتزان عند تردد أقل من التردد الطبيعي (التردد الذي تهتز به جزيئات المادة، وتبدأ بالانهيار عند التعرض له) لنظام التعليق. أما في حالة الآلات ذات المحامل اللينة، فإن الاتزان يتم عند تردد أعلى من التردد الطبيعي لنظام التعليق. كلا النوعين من الآلات له مميزاته وعيوبه. بالنسبة للآلة ذات المحامل قوية، فإنها بشكل عام تكون أكثر تنوعا في الاستخدام، حيث تستطيع أن تتعامل مع أجزاء ذات أوزان كبيرة ومتغيرة، ويرجع ذلك أن ألات الإتزان ذات المحامل القوية، تقيس تأثيرات الطرد المركزي وتتطلب معايرة لمرة واحدة فقط. ولكي تعمل الآلة، تحتاج إلى إدخال خمسة أبعاد هندسية فقط، وتصبح بعدها جاهزة للاستخدام. لذلك، فإن الآلة جيدة في التعامل مع الإنتاج منخفض ومتوسط الحجم وفي ورش الصيانة.
أما الآلة ذات المحامل اللينة، فإنها غير متنوعة الاستخدام بالنسبة لوزن الجزء الدوار المراد اتزانه. كما تستغرق عملية إعداد الآلة الكثير من الوقت، نظرا لمعايرتها لأنواع مختلفة من الأجزاء. وتتناسب الآلة مع الأحجام الكبيرة من الإنتاج وعمليات الاتزان عالية الدقة.
يمكن ضبط آلات الاتزان ذات المحامل القاسية واللينة على السواء، لإزالة الأوزان الزائدة بطريقة آلية، مثل الثقب أو الطحن، لكن الآلات ذات المحامل القاسية تكون أكثر قوة واعتمادية. يمكن استخدام مبادئ عمل كلا النوعين من الآلات في خط إنتاج بواسطة ذراع آلة صناعية أو رافعة، تتطلب تحكم بشري قليل جدا.

## كيفية العمل
مع استقرار الجزء الدوار على المحامل، يتم وصل مستشعر اهتزاز بنظام التعليق. في معظم الات الاتزان ذات المحامل اللينة، يتم استخدام مستشعر سرعة. يعمل هذا المستشعر بتحريك مغناطيس بالنسبة لملف كهربي ثابت، فيتولد فرق جهد في هذا الملف، يتناسب مع سرعة الاهتزاز. يمكن أيضا استخدام مقاييس التسارع، التي تُستخدم لقياس تسارع الاهتزاز.
يتم استخدام خلية ضوئية (تٌسمى أحيانا فيزر)، أو مستشعر قرب، أو عداد، لتحديد السرعة الدورانية ، بالإضافة إلى الحالة النسبية (الوجه النسبي) للجزء الدوار. تُستخددم معلومات هذه الحالة، لتصفية معلومات الاهتزاز من أجل تحديد مقدار الحركة أو القوة في دورة واحدة للجزء الدوار.أيضا يستخدم الفارق الزمني بين قمة الاهتزاز ووجه الجزء الدوار (الوجه النسبي المعرض للدوران) في تحديد الزاوية التي يحدث عندها عدم الاتزان. تُعطي زاوية عدم الاتزان ومقدار عدم الاتزان كمية متجهه، تُسمي متجه عدم الاتزان.
 تتم عملية المعايرة بإضافة أوزان معلومة عند زاوية معلومة. في آلة اتزان ذات محامل لينة، ويجب إضافة أوزان تجريبية في مستويات تصحيح لكل جزء. وذلك لعدم معرفة موضع مستويات التصحيح على طول المحور الدوار، ولذلك لا يُعرف مقدار الوزن الذي سيؤثر على الاتزان. باستخدام أوزان تجريبية، يضاف وزن معلوم عند زاوية معلومة، ليتم الحصول على متجه عدم الاتزان الناتج عن ذلك الوزن.

## أنواع أخرى من آلات الاتزان

### آلات اتزان ساكنة
تختلف آلات الاتزان الساكنة عن آلات المحامل القاسية واللينة في عدم دوران الجزء المراد اتزانه لأخذ القياسات. بدلا من ذلك، يستقر ذلك الجزء على المحامل الخاصة به، يستقر رأسيا علي مركزه الهندسي.
بعد استقرار الجزء، يتم تحديد أي حركة للجزء بعيدا عن مركزه الهندسي على أنه غير متزن، ويتم تحديد تحركه بواسطة اثنان من المستشعرات المتواجدة بشكل عمودي تحت طاولة الآلة.
تُستخدم عادة ألات الاتزان الساكنة، لاتزان أجزاء قطرها أكبر بكثير من طولها، مثل المراوح ، على سبيل المثال.
و تمتاز هذه الألات بالسرعة والسعر، لكن يعيبها أنها تُعطي نتائج صحيحة في مستوى واحد فقط للجزء، لذلك فإن دقتها تكون محدودة.

### آلة اتزان الشفرات
تهدف هذه الآلة لاتزان جزء متواجد في تركيب، لذلك يتطلب أقل قدر من التصحيح عليه لاحقا. تُستخدم آلات اتزان الشفرات على أجزاء مثل المراوح، المراوح الدافعة، والتوربينات. في آلة اتزان الشفرات، لتركيب أي شفرة في الآلة الخاصة بها (ريشة)، توزن الشفرة أولا ثم يتم إدخال وزنها إلى البرنامج الحاسوبي الخاص بآلة الاتزان. ليبدأ البرنامج بترتيب الشفرات لمعرفة الترتيب الأفضل الذي يحقق أقل مقدار من عدم الاتزان.

### آلات الاتزان المحمولة
تُستخدم آلات الاتزان المحمولة لاتزان الأجزاء التي لا يمكن أخذها لتوضع على آلات الاتزان، عادة تكون الأجزاء التي تعمل بالفعل في آلة ما، مثل التوربينات والمضخات والمحركات. تزود آلات الاتزان المحمولة بمجسات إزاحة، مثل مقياس التسارع، والخلية الضوئية، حيث تثبت تلك المجسات على ركائز أو غلاف الجزء العامل. تحدد هذه المجسات مقدار عدم الاتزان في الجزء، بناء على مقدار الاهتزاز المكتشف. في كثير من الأحيان تحتوي هذه الأجهزة على محلل طيفي، لإظهار حالة الجزء على شاشة بدون استخدام خلية ضوئية، ولتحليل الاهتزاز غير الدوراني أيضا.

## وصلات خارجية
- Basic frequently answered questions about balancing machines
- Detecting and correcting unbalance in toolholders for high-speed machining
- Balancing machine manufacturer[وصلة مكسورة]